# Skorravíkurmúli
Skorravíkurmúli är en kulle i republiken Island. Den ligger i regionen Västlandet, 110 km norr om huvudstaden Reykjavík. Toppen på Skorravíkurmúli är 195 meter över havet, eller 133 meter över den omgivande terrängen. Bredden vid basen är 2,6 km.
Närmaste större samhälle är Búðardalur, omkring 13 kilometer öster om Skorravíkurmúli.